# Leocrícia de Còrdova
|  | Per a altres significats, vegeu «Leocrícia de Mérida». |

Leocrícia de Còrdova (Còrdova, primera meitat del segle IX - 15 de març de 859) va ésser una dona musulmana, convertida al cristianisme per Eulogi de Còrdova. Va morir màrtir per no voler renunciar a la seva fe cristiana durant l'emirat de Muhàmmad I. Venerada com a santa, és un dels Màrtirs de Còrdova.

## Biografia
Dona musulmana de noble família, havia estat educada per una serventa cristina, essent batejada en secret. En 858 va demanar al prevere Eulogi de Còrdova que la protegís dels seus parents, que no acceptarien la seva conversió en assabentar-se'n. El nou emir de Còrdova Muhàmmad I havia endurit llavors les mesures contra els cristians de Còrdova, fins llavors tolerats sempre que no fessin pública la seva fe ni fessin proselitisme.

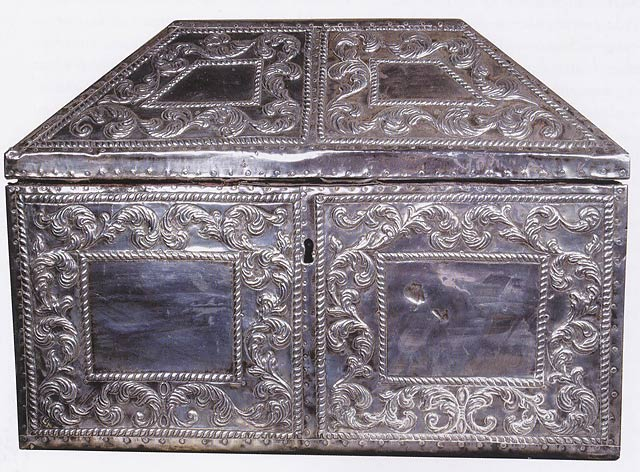
Arca de S. Eulogi i S. Leocrícia, a la Cámara Santa d'Oviedo.

Eulogi amagà Leocrícia a casa d'uns cristians coneguts, però van ser descoberts i detinguts tots. Eulogi va ésser jutjat per l'emir, davant del qual va fer una defensa del cristianisme. Condemnat a mort, Eulogi va ésser decapitat el dia 11 de març de 859, i Leocrícia, el 15 de març. El cos d'aquesta va ésser llençat al Guadalquivir, però els cristians el van recuperar.

## Veneració
Les restes de Leocrícia van ésser enterrades a l'església de San Ginés de Còrdova. El 883, Alfons III d'Astúries va obtenir de l'emir les relíquies de tots dos i les va portar a la Catedral de San Salvador d'Oviedo, dipositant-les a la Capella de Santa Leocàdia. El 1303 van traslladar-se a la Cámara Santa de la catedral.